# So viele Jahre liebe ich dich
So viele Jahre liebe ich dich (Originaltitel: Il y a longtemps que je t’aime) ist ein Filmdrama aus Frankreich. Die Hauptrollen besetzen Kristin Scott Thomas als Juliette Fontaine und Elsa Zylberstein als Léa.

## Handlung
Hinter der als Kindsmörderin verurteilten Juliette liegen 15 Jahre Haft, vor ihr das Wiedersehen mit ihrer jüngeren Schwester Léa, zu der sie während ihrer Zeit im Gefängnis keinen Kontakt hatte. Die Literaturdozentin Léa, die mit ihrem Mann Luc, ebenfalls Hochschullehrer, und zwei Adoptivtöchtern aus Vietnam ein glückliches Leben führt, nimmt die verschlossene Juliette mit offenen Armen in ihre Familie auf und unterstützt sie bei ihren ersten Schritten in der wiedererlangten Freiheit.
Der Film beginnt mit Juliette, die am Flughafen von Nancy auf ihre Schwester Léa wartet. Während der anschließenden Fahrt zu Léas Haus wechseln die beiden kaum ein Wort. Als Léa losfährt, um ihre Adoptivtöchter abzuholen, durchstreift Juliette ihr neues Heim. Im Lesezimmer begegnet sie dabei Léas Schwiegervater, der nach einem Schlaganfall die Sprache verloren hat und die meiste Zeit lesend verbringt. Kurz darauf wird Juliette den Töchtern Clélis (auch liebevoll P'tit Lys genannt) und Emélia vorgestellt. Das erste gemeinsame Abendessen verläuft angespannt, und auf P'tit Lys' Frage, wo sie die letzten Jahre gewesen sei, antwortet ihre Tante ausweichend.
Juliettes Anwesenheit behagt Léas Ehemann Luc nicht, und es kommt hierüber noch abends zum ersten Streit. Luc weiß auch später nicht, wie er der Schwägerin begegnen soll. Hierbei ist auch nicht hilfreich, dass Juliette zu allen Fragen bezüglich ihrer Vergangenheit beharrlich schweigt. Sie ist auf Bewährung entlassen worden und muss sich regelmäßig auf der örtlichen Polizeidienststelle melden. Dort trifft Juliette in dem zuständigen Beamten, Capitaine Fauré, der selbst unter Einsamkeit leidet, auf eine freundliche Seele. Nach dem Polizeibesuch holt sie Léa von deren Hochschule ab und wird Michel, einem Kollegen Léas, vorgestellt. Die Schwestern suchen gemeinsam ein Café auf, und Juliette erzählt von Erlebnissen aus der gemeinsamen Kindheit in Rouen, an die sich Léa jedoch nicht erinnert. Dass Teile ihrer Kindheit anscheinend ausgelöscht sind, belastet die jüngere Schwester, während die ältere sie zu beschwichtigen sucht. In einem Café flirtet Juliette mit einem Gast und geht anschließend mit ihm zum Spontan-Sex in ein Hotel. Später erzählt sie ihrer Schwester davon.
Besonders die ältere von Léas Töchtern, P'tit Lys, begegnet Juliette mit geradezu aufdringlicher Neugier. Juliette ist von den Annäherungsversuchen des Mädchens zunächst überrumpelt und reagiert schroff, im weiteren Verlauf beginnt sie aber, sich mit der Kleinen anzufreunden, und bringt ihr das Klavierspielen bei. Die Bewährungshelferin verschafft Juliette ein Vorstellungsgespräch für eine Sekretärinnentätigkeit, das anfangs gut verläuft. Auf die Frage, warum sie im Gefängnis gewesen sei, antwortet sie wahrheitsgemäß, dass sie ihren sechsjährigen Sohn getötet habe. Der Inhaber der Firma ist schockiert und wirft sie hinaus. Mit Capitaine Fauré trifft sie sich jetzt regelmäßig in einem Café. Er erzählt ihr von seinem Wunsch, einmal den Orinoko zu bereisen. Mit ihrer Schwester besucht sie regelmäßig das örtliche Schwimmbad; im Wasser können die beiden Frauen offener und entspannter miteinander reden.
Luc bedrängt seine Frau mit der Frage, ob Léa aus Juliette bereits herausbekommen habe, warum diese seinerzeit ihren Sohn getötet hat. Dies führt wiederum zum Streit, denn auch Léa ist durch die schwierige Situation, aber auch durch ihre lückenhafte Erinnerung an ihre Kindheit sowie unangenehme Erkenntnisse über die Rolle ihrer Eltern verstört. Beim Abendessen mit Freunden am nächsten Abend freundet sich Juliette mit Michel an und beginnt so, langsam wieder Kontakt zu anderen Menschen aufzubauen.
Als Juliette kurz darauf Léa von der Universität abholt, fragt sie nach dem Schicksal ihrer Eltern. Der Vater ist an Krebs gestorben und hat Léa auf dem Sterbebett den Schwur abverlangt, Juliette nichts davon zu sagen. Die Mutter leidet unter Demenz und lebt in einem Pflegeheim in der Nähe. Juliette weist ihre Schwester zurecht, als diese zum wiederholten Male „dort“ als Euphemismus für Juliettes Gefängnisaufenthalt benutzt: „Du musst aufhören, das so zu nennen. Es heißt Gefängnis! Du weißt, was ein Gefängnis ist? Ich, deine Schwester, war im Gefängnis.“
Juliette bewirbt sich erneut als Sekretärin, diesmal im örtlichen Krankenhaus. Durch dieses Vorstellungsgespräch erfährt der Zuschauer, dass sie früher Ärztin gewesen ist. Die Personalchefin ist skeptisch und teilt Juliette mit, dass die Entscheidung nicht in ihrer Hand liege. Die Bewährungshelferin ist der Meinung, die Stelle sei ideal, und will alles in ihrer Macht Stehende tun, um Juliette die Stelle zu verschaffen. Auf ihre Fragen nach dem Gerichtsprozess reagiert Juliette aufgebracht und lässt sie im Büro stehen.
Léa holt Luc vom Sport ab und lädt ihn ins Kino ein. Zunächst ist er begeistert, reagiert allerdings völlig entsetzt, als er erfährt, dass Léa Juliette gebeten hat, auf die Kinder aufzupassen. „Du hast sie gefragt, auf die Mädchen aufzupassen? Sie hat ihr Kind getötet, und du fragst sie?“ Juliette begegnet derweil in einem Kunstmuseum Michel, der ihr sein Lieblingsbild zeigt. Beim Abendessen lässt Juliette ihren Schwager verstehen, dass ihr klar ist, dass er sie nicht im Haus haben will, und kündigt an, dass sie eine Lösung für das Problem finden werde. Luc reagiert peinlich berührt und nutzt dankbar die durch P'tit Lys gebotene Chance, das Gespräch zu unterbrechen, allerdings will diese ihre Gute-Nacht-Geschichte von Juliette vorgelesen bekommen, was Luc leicht verärgert.
Auf einem Ausflug mit Freunden fragt einer der Anwesenden namens Gérard hartnäckig, wo Léas Schwester so plötzlich hergekommen sei und wo sie die letzten Jahre verbracht habe. Als er selbst nach direkter Aufforderung durch Léa und Luc keine Ruhe gibt, antwortet Juliette wahrheitsgetreu, sie sei wegen Mordes die letzten 15 Jahre im Gefängnis gewesen, und verlässt die Runde. Alle am Tisch halten dies für einen grandiosen Witz und eine Retourkutsche für Gérard. Einzig Michel erkennt, dass dem nicht so ist. Er erzählt ihr, dass er einige Jahre als Gefängnislehrer gearbeitet habe. Seinen zaghaften Annäherungsversuch weist Juliette zunächst mit dem Hinweis zurück, sie sei noch nicht so weit. Dennoch kommen sich beide nach und nach näher. 
Als eine Diskussion mit ihren Studenten aus dem Ruder läuft, erkennt Léa, dass sie die Frage, was ihre Schwester zur Kindstötung getrieben hat, innerlich aufzufressen beginnt. Derweil tritt Juliette ihre neue Stelle im Krankenhaus an.
Beim gemeinsamen Schwimmen wirft Juliette ihrer Schwester vor, dass diese sie während ihrer Zeit im Gefängnis völlig vergessen habe. Daraufhin zeigt Léa Juliette alte Kalenderseiten, auf denen an jedem Tag Juliettes Name vermerkt ist und die Zeit, die sie bereits im Gefängnis verbracht hat. Im Krankenhaus wird Juliette vom Leiter der Klinik aufgefordert, ihre kühle, abweisende Art zu ändern, da dies dem Arbeitsklima schade.
Luc ändert seine Einstellung gegenüber seiner Schwägerin, als diese nach einem Sturz von einer Leiter seine Schulter wieder einrenkt. Als sich eine Terminkollision zwischen ihm und seiner Frau ergibt, ist es Luc, der dieses Mal vorschlägt, Juliette könne auf die Töchter aufpassen. Die Beziehung zwischen Michel und Juliette entwickelt sich behutsam weiter. Als Léa und Juliette ihre Mutter im Pflegeheim besuchen, erkennt diese Juliette zwar für ein paar Augenblicke, meint aber, ihre Tochter sei noch ein Kind.
Die Freunde überraschen Juliette am Abend mit einer Party zu ihrem Geburtstag. Beim Besuch einer Diskothek flüchtet Juliette aus der Menschenmasse, erklärt dies auf Nachfragen ihrer Schwester allerdings mit keinem Wort. Beim nächsten Besuch auf der Polizeiwache erfährt Juliette, dass Capitaine Fauré sich durch einen Schuss in den Mund umgebracht hat, und ist tief getroffen. Beruflich läuft es für sie besser, da sie nach Ablauf ihrer Probezeit eine Daueranstellung erhält. Inzwischen ist Juliette entschlossen, bei Léa und Luc auszuziehen, und mietet eine Wohnung in der Innenstadt an.
Beim Staubsaugen fällt Léa ein medizinisches Dokument über Juliettes Sohn Pierre in die Hände. Sie lässt sich von einem befreundeten Arzt erklären, was es bedeutet, und konfrontiert ihre Schwester damit. Diese bricht nun endlich zusammen und öffnet sich Léa: Pierre war unheilbar krank und lag im Sterben; um ihm weiteres Leid zu ersparen, tötete Juliette ihn mit einer Überdosis Betäubungsmittel. Sie hatte dies vor Gericht bewusst verschwiegen und die Gefängnisstrafe freiwillig auf sich genommen. Der Film endet mit Juliettes Antwort auf Michels Frage, ob jemand zuhause sei. Ihre Antwort, nicht nur ihm, sondern auch Léa und sich selbst gegenüber, lautet: „Ich bin da.“

## Originaltitel und Bezüge dazu im Film
Der französische Originaltitel des Films « Il y a longtemps que je t’aime » (Ich liebe Dich schon so lange, nie werde ich Dich vergessen. oder Schon seit so langer Zeit liebe ich Dich. Ich werde Dich nie vergessen.) stammt aus der ersten Zeile des Refrains des bekannten französischen Liedes « À la claire fontaine » (An der klaren Quelle), das wohl aus dem 18. Jahrhundert stammt. Im Film wird das Lied mehrfach von Juliette, ihrer Schwester Leá und einer ihrer Adoptivtöchter am Klavier gespielt und gesungen, zudem ist der Geburtsname Juliettes und Léas « Fontaine ».

## Hintergrund
Philippe Claudel über seinen Film: „Dies ist ein Film über die Stärke der Frauen, über ihre Fähigkeit zu strahlen, sich neu zu erfinden, neu aufzuleben. Es ist eine Geschichte über unsere Geheimnisse und das Eingesperrtsein. Unser Eingesperrtsein.“
Parallelen zwischen Film und der Biografie des Regisseurs: Wie die Figur des Michel war er einige Jahre Gefängnislehrer, dann Dozent für Literatur in Nancy. 

## Kritik
„Sein Film, dem man im Übrigen nicht anmerkt, dass es sich um ein Debüt handelt, funktioniert wie ein Gegenentwurf zu den vielen schlecht geschriebenen und inszenierten Melodramen, die dem Zuschauer außer plakativen Gefühlsausbrüchen nicht viel anzubieten haben.“

„Das großartig gespielte, psychologisch dichte Schauspielerdrama zwingt den Zuschauer in einen Konflikt zwischen Empathie mit der Protagonistin, die die Erzählhaltung des Films dominiert, und der Antipathie, die man instinktiv gegen ihre Tat hegt. Er fordert damit heraus, eigene Vorurteile und den Umgang mit Schuld und Vergebung zu überdenken. Ein meisterliches Spielfilmdebüt.“

## Auszeichnungen
Der Film war im Wettbewerb der Berlinale 2008 vertreten (Leserpreis der Berliner Morgenpost), gewann den British Academy Film Award, wurde für sechs Césars nominiert (unter anderem Bester Film und Kristin Scott Thomas) und gewann zwei Césars (Philippe Claudel für das beste Erstlingswerk und Elsa Zylberstein für die beste Nebenrolle). Kristin Scott Thomas erhielt 2008 den Europäischen Filmpreis als Beste Darstellerin. Scott Thomas und der Film erhielten Nominierungen bei der Golden-Globe-Verleihung 2009.